# 欧洲E25公路
欧洲E25公路（E25）是欧洲的一条国际公路，为南北方向干道，起点为荷兰荷兰角港，经过卢森堡、法国和瑞士，终点为意大利巴勒莫，全长约1830公里，其中从荷兰角港到热那亚约1430米。

## 线路
欧洲E25公路穿过以下主要城市：

- 荷兰：荷兰角港 - 鹿特丹 - 乌得勒支 - 埃因霍温 - 马斯特里赫特
- 比利时：列日 - 巴斯托涅 - 阿尔隆
- 卢森堡：卢森堡市
- 法国大陆：梅斯 - 圣阿沃尔德 - 斯特拉斯堡 - 米卢斯
- 瑞士：巴塞尔 - 奥尔滕 - 伯尔尼 - 洛桑 - 日内瓦
- 意大利本土：白山隧道 - 奥斯塔 - 伊夫雷亚 - 韦尔切利 - 亚历山德里亚 - 热那亚 — （海洋）
- 法国（科西嘉岛）：（海洋）- 巴斯蒂亚 - 韦基奥港 - 博尼法乔 — （海洋）
- 意大利（撒丁岛）：（海洋）- 托雷斯港 - 萨萨里 - 卡利亚里 - （海洋）- 西西里岛巴勒莫

## 沿途风景

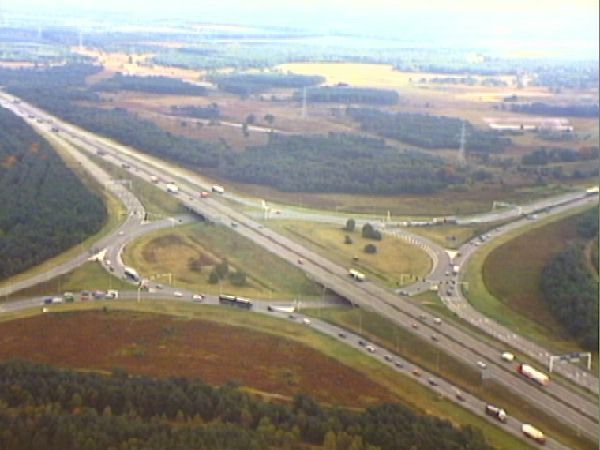
欧洲E25公路与欧洲E34公路在荷兰埃因霍温交叉
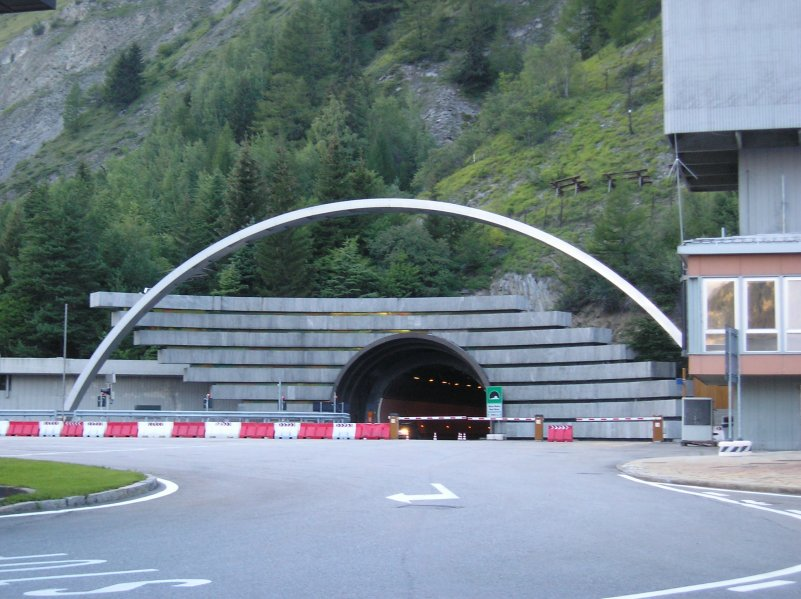
欧洲E25公路经过白山隧道
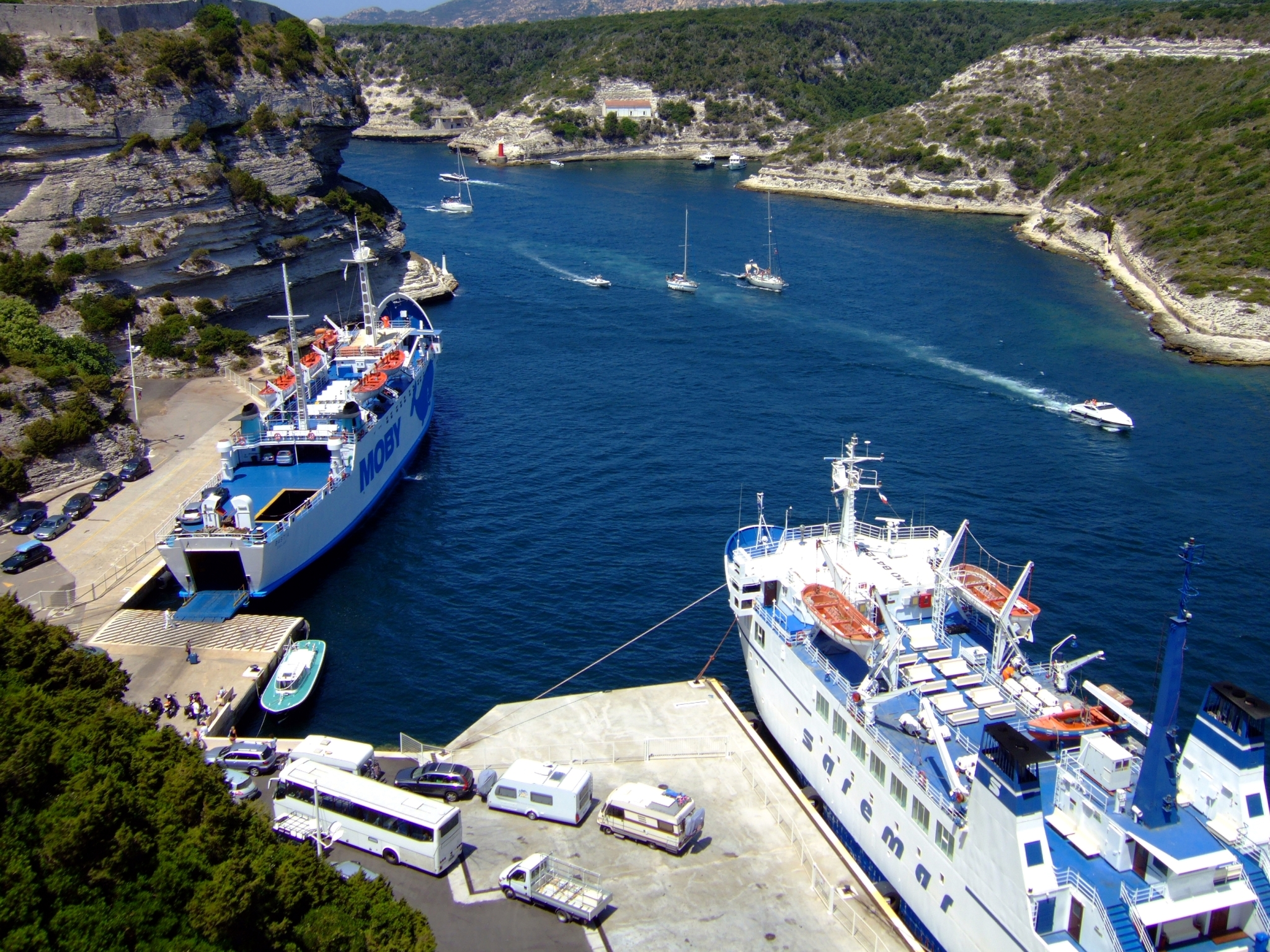
欧洲E25公路法国博尼法乔渡轮